# یواس‌اس ریون (ای‌ام-۵۵)
یواس‌اس ریون (ای‌ام-۵۵) (به انگلیسی: USS Raven (AM-55)) یک کشتی بود که طول آن ۲۲۰ فوت ۶ اینچ (۶۷٫۲۱ متر) بود. این کشتی در سال ۱۹۴۰ ساخته شد.